# Marie-Therese Höbinger
Marie-Therese Höbinger, née le 1er juillet 2001 à Vienne (Autriche), est une footballeuse autrichienne sous contrat avec le Liverpool Football Club Women.

## Biographie
Marie-Therese Höbinger naît le 1er juillet 2001 à Vienne, en Autriche.

### Carrière en club
De 2010 à 2015, Marie-Therese Höbinger joue avec le FC Stadlau, un club de l'Est de Vienne.
En 2015, elle rejoint le centre de formation du 1. FFC Turbine Potsdam, club de Bundesliga allemande, après avoir été repérée lors d'un tournoi de football en salle à Berlin. Elle signera son premier contrat lors de la saison 2019-2020.
Lors du mercato d'hiver 2021-2022, elle est prêtée au club suisse du FC Zurich avec qui elle réalise le doublé coupe/championnat. Elle signe en fin de saison dans le club suisse avec qui elle remporte de nouveau le championnat 2022-2023.
Lors du mercato d'été 2023, elle est transférée au club anglais du Liverpool Football Club Women. À l'issue de sa première saison avec le club liverpuldien, elle est élue « joueuse de la saison » par les fans du club. Au mercato d'hiver 2024-2025, elle prolonge son contrat avec le club anglais.

### Carrière internationale
Après cinq matchs avec l'équipe autrichienne des moins de 16 ans (un but), vingt matchs avec les moins de 17 ans (dix buts) et sept matchs avec les moins de 19 ans (six buts), elle est sélectionnée dans l'équipe première de la sélection autrichienne pour la première fois le 8 novembre 2019 lors du match contre la Macédoine du Nord en remplaçant Lisa Makas à la 81e minute.
Mesurant 1,62 m, elle est l'une des footballeuses les plus petites de la sélection autrichienne.

## Palmarès
- Championnat de Suisse : 2
  - Champion : 2022 et 2023
- Coupe de Suisse : 1
  - Vainqueur : 2022